# 吉氏石鮰
吉氏石鮰為輻鰭魚綱鯰形目北美鯰科的其中一種，被IUCN列為次級保育類動物，分布於美國維吉尼亞州及北卡羅萊納州的Roanoke河上游流域，體長可達10公分，棲息在砂石底質的溪流。

## 擴展閱讀
維基物種上的相關：吉氏石鮰